# Howard Gardner
Howard Earl Gardner (* 11. července 1943 Scranton) je americký vývojový psycholog, profesor na Harvardově univerzitě, známý především svou teorií mnohočetné inteligence, kterou definoval roku 1983 v knize Frames of Mind: The Theory of Multiple Intelligences. Rozlišuje osm druhů inteligence (lingvistickou, logicko-matematickou, vizuálně-prostorovou, pohybovou, hudební, interpersonální, intrapersonální a přírodní). Spekuloval též o devátém typu, tzv. existenciální inteligenci. I přes značnou oblíbenost mezi laickou a pedagogickou veřejností je nicméně tato teorie ve vědecké psychologické komunitě kritizována, a to zejména z důvodu nedostatečných empirických podkladů pro členění intelektu do uvedených typů, omylům při neuropsychologickém zakotvení teorie či smíšení osobnostních a intelektových charakteristik člověka do nesourodého celku.

Krom neuropsychologie vystudoval rovněž filozofii. Byl ovlivněn dílem Jeana Piageta a psychoanalytika Erika Eriksona. Roku 2011 získal Cenu knížete asturského v kategorii sociálních věd. Roku 2008 ho časopis Foreign Policy zařadil mezi Sto nejvlivnějších intelektuálů světa.